# Zagrammosoma latilineatum
Zagrammosoma latilineatum är en stekelart som beskrevs av Ubaidillah 2000. Zagrammosoma latilineatum ingår i släktet Zagrammosoma och familjen finglanssteklar. Inga underarter finns listade i Catalogue of Life.